# Váli
Váli je jméno dvou postav ze severské mytologie.

## Syn Ódina
První Váli je synem Ódina a obryně, bratr Vídara. Ódin jej zplodil jako náhradu za zavražděného Baldra. Váli hned v první den svého života zabil vykonatele Baldrovy vraždy, slepého Höda, ve snaze pomstít Baldrovu smrt. Váli bude také jedním z bohů, kteří přežijí Ragnarök.

## Syn Lokiho
Druhý Váli byl synem Lokiho a jeho manželky Sigyn. Ódin ho proměnil ve vlka a donutil rozsápat svého bratra Narfiho, jako pomstu za to, že Loki navedl Höda, aby zabil Baldra. Poté Váli zmizel a Ódin proměnil střeva Narfiho v řetězy, kterými spoutal Lokiho.